# Paul Duvaleix
Pour les articles homonymes, voir Duvaleix.
Paul Duvaleix né le 16 décembre 1929 à Blis-et-Born en Dordogne, et mort le 27 décembre 2005 à Auriac-du-Périgord dans le même département, est un homme politique français.

## Biographie
Paul Duvaleix (Paul, Maxime Duvaleix pour l'état-civil) nait le 16 décembre 1929 à Blis-et-Born, en Dordogne.
Agriculteur de profession, Paul Duvaleix s'investit au niveau d'organismes de représentations agricoles : Chambre d'agriculture, Fédération nationale des planteurs de tabac, puis Union internationale des producteurs de tabac dont il est le président de 1986 à 1989. Il est adhérent du Parti socialiste.
Il décède le 27 décembre 2005 à Auriac-du-Périgord, également en Dordogne.

### Carrière parlementaire
Lors des élections législatives, il est élu le 12 juin 1988 dans la quatrième circonscription de la Dordogne comme suppléant de Roland Dumas. À la suite de la nomination de ce dernier au Gouvernement, il devient député le 29 juillet 1988 pour le reste de la IXe législature.

### Mandats locaux
De 1965 à 1971, il est conseiller municipal de la commune d'Auriac-du-Périgord, puis maire de cette même commune à partir de 1989.